# Johann von Varendorff
Johann von Varendorf(f) (ca. * vor 1400 auf Burg Sutthausen; † nach 1449) war ein geistlicher Würdenträger des Bistums Osnabrück. Er war Domherr und Domsenior zu Osnabrück sowie Propst zu St. Johann und führte zahlreiche Fehden und Raubzüge im Osnabrücker Land, davon die Erbittertste gegen den Osnabrücker Bischof Erich I. von Münster.

„...[der] Cato seiner Zeit und seines Landes...“

## Leben
Johann von Varendorff wurde im 14. Jahrhundert auf Burg Sutthausen bei Osnabrück geboren. Er entstammte dem Osnabrücker Adelsgeschlecht der Herren von Varendorff, das seit dem 13. Jahrhundert auf Burg Sutthausen bei Osnabrück saß. Sein Vater war der Ritter und Osnabrücker Ministeriale Eberhard V. von Varendorff, der im Jahre 1400 die um 1280 errichtete Burg Sutthausen als väterliches Ganerbe an seine Söhne Johann und Amelung vererbte. Als dem Osnabrücker Stiftsadel angehörig wählte Johann von Varendorff eine geistliche Laufbahn und wurde zuerst Domherr, später Domsenior zu Osnabrück und schließlich Propst zu St. Johann. In eine für das Hochstift Osnabrück unruhige Zeit hineingeboren, unternahm er von seiner väterlichen Burg aus viele Fehden und Raubzüge in die westfälische Umgegend. So zog er 1428 mit Getreuen brandschatzend und raubend gegen die Stadt Herford, wurde dort nach Kämpfen festgesetzt und musste sich durch ein Lösegeld befreien. Wenig später geriet er mit der Stadt Osnabrück in Fehde. 1437 stellte er sich an die Spitze der Bischofswahl, was zu weiteren Spannungen im Hochstift führte. Die vielen Kriegszüge belasteten die Sutthausener Lehen, die sich erst nach dem Sieg in der Osnabrücker Fehde langsam, jedoch nie wieder vollständig, konsolidieren konnten. Am 15. Juli 1449 übertrug Johann seine Sutthausener Güter an seinen Neffen Goedecke von Varendorff. Einige Jahre später dürfte er gestorben sein.

## Die Osnabrücker (Stifts-)Fehde von 1440–1442
Das 15. Jahrhundert war eine äußerst unruhige Zeit für das Bistum Osnabrück, die von heftigen Fehden gezeichnet war. Im Jahr 1437 war Bischof Johann von Diepholz gewaltsam umgekommen. Daraufhin wurde Erich I. von Münster vom Domkapitel zum neuen Bischof gewählt. Jedoch entbrannte kurz nach der Investitur ein heftiger Streit über die Verteilung von Pfründen. Kurz nach der Wahl ließ sich der Erwählte von seinen Zugeständnissen gegenüber dem Domkapitel durch Papst Eugen IV. befreien und verlangte bereits erteilte Kirchengüter zurück. Viele der Kapitelsherren verweigerten dies und Domsenior Johann von Varendorff behielt den ihm zugefallenen Anteil als Schadloshaltung für die dem Amtsvorgänger geleisteten Fehdedienste zurück. Darüber hinaus kam es im Jahre 1440 wohl nach Vorwürfen gegen den Domsenior zu einem weiteren Streit mit einem Getreuen des Bischofs, dem Domdechanten Hugo von Schagen, der das Domkapitel spaltete. Die Domherren um den Domsenior Johann von Varendorff beschuldigten ihrerseits Hugo von Schagen und seine Anhänger der Entfremdung von Kirchengütern und sprachen schließlich über diese den Kirchenbann aus. Als Hugo von Schagen endlich am Aschermittwoch des Jahres 1440 zum Chorgebet erschien, erwartete ihn Johann von Varendorff wohlgerüstet und bewaffnet mit seinen Getreuen und Dienern. Es kam zu einem Scharmützel, in dem der Dechant selbst und einige seiner Getreuen ergriffen wurden. Die besiegte Partei wandte sich nun an den Bischof, der ihr seine Unterstützung zusicherte und daraufhin die Güter des Domseniors überfiel. Ein Versuch, die Streitsache gerichtlich vor dem Domkapitel beizulegen, scheiterte. Vielmehr suchte Bischof Erich Unterstützung bei seinen Brüdern, dem Bischof Albrecht von Minden und dem Grafen Johann von Hoya. Letzterer nutzte die Gelegenheit, die Stadt und Bürger Osnabrücks mit 600 Reitern zu überfallen und auszurauben. Daraufhin verband sich die Stadt mit Johann von Varendorff und seinen Getreuen gegen den Bischof und seinen Bruder. Außerdem schlossen sich der Dompropst Konrad von Diepholz, der seinerseits vom Bischof nicht anerkannt wurde und sich deshalb mit ihm im Streit befand, sowie Graf Moritz von Spiegelberg dem Bündnis an. Auf Seiten des Bischofs und seines Bruders traten u. a. die Herzöge Friedrich und Wilhelm von Braunschweig in die Fehde ein. Die Raubzüge gingen weiter und es entspann sich ein erbitterter Kampf zwischen den verfeindeten Lagern. Endlich zogen die Söldner der Stadt und die Truppen des Dompropstes und des Domseniors mit mehreren Geschützen und großem Kriegsgerät gegen die hoyasche Burg Fürstenau. Nach einer Unterbrechung wurde die Burg belagert und dann im Sturm genommen. Johann von Hoya wurde in Fesseln gelegt und nach Osnabrück verbracht, wo er sechs Jahre festsaß. Ein ähnliches Schicksal ereilte die bischöflich-mindensche Burg Hunteburg und die bischöflich-osnabrücksche Burg Iburg. Das Stift war nun erobert und der Bischof abgesetzt. Die Sieger, Stadt, Domdechant Konrad von Diepholz und Domsenior Johann von Varendorff, waren nun die faktischen Landesherren. Sie nutzten die Gelegenheit und trugen dem Münsteraner Bischof Heinrich von Moers die Administration des Bistums Osnabrück an und ließen sich ihr Vorgehen von den versammelten Vätern von Basel bestätigen. Damit endete im Jahr 1442 die Osnabrücker Stiftsfehde für Johann von Varendorff und seine Mitstreiter glücklich. Nur wenige Jahre später sollte sich jedoch in der Münsterischen Stiftsfehde ein weiterer umfassender Regionalkonflikt entzünden.